# Callopistria concinna
Callopistria concinna är en fjärilsart som beskrevs av Louis Beethoven Prout 1926. Callopistria concinna ingår i släktet Callopistria och familjen nattflyn. Inga underarter finns listade i Catalogue of Life.